# Destilação azeotrópica

Diagrama de fase (à esquerda) e diagrama de fluxo de processo (à direita) de um aparelho para a destilação azeotrópica com "agente de separação de material". Neste caso, o diagrama de fase inclui uma zona onde os componentes não são miscíveis entre si, de modo a seguir a condensação do azeótropo, sendo possível separar os componentes líquidos através de decantação.

Em química, destilação azeotrópica é qualquer uma de uma variedade de técnicas de processos de separação na destilação utilizadas para quando a mistura contendo os componentes que precisam ser separados forma um azeótropo (uma mistura azeotrópica) ou apresentam baixa volatilidade relativa. Na engenharia química, destilação azeotrópica usualmente refere-se à técnica específica da adição de outro componente para gerar um azeótropo novo, de mais baixo ponto de ebulição que é heterogêneo (por exemplo, produzindo duas fases líquidas imiscíveis), tal como o exemplo a seguir, com a adição de benzeno à mistura de água e etanol. Esta prática de adição de um agente de arrastamento, que forma uma fase separada é um subconjunto específico de métodos (industriais) de destilação azeotrópica, ou uma combinação destes. Em alguns aspectos, a adição de um agente de arrastamento é semelhante à destilação extrativa.

Equipamento comum usado na destilação azeotrópica.

## Princípio
Em um dos processos, um componente chamado componente de arraste é adicionado à mistura original, formando um novo azeótropo que deve ser do tipo heterogêneo, ou seja, deve ocorrer a formação de duas fases líquidas. Normalmente utiliza-se a montagem do tipo Dean-Stark.
O novo azeótropo formado é retirado no topo (azeótropo de mínimo) ou no fundo (azeótropo de máximo ponto de ebulição) da coluna de destilação, enquanto que um dos componentes da mistura original é obtido puro na outra extremidade da coluna. Uma segunda coluna deve ser utilizada para realizar a separação do componente de arraste.
Outro método de "quebra" do azeótropo se baseia no fato que a composição deste depende da pressão na qual é feita a destilação, ou seja, deve-se mudar a pressão na qual é feita a destilação da mistura para alterar a sua composição.

## Exemplos
O álcool etílico e a água formam um azeótropo que possui 95,6 % de álcool. A adição de benzeno a mistura forma um outro azeótropo que permite obter álcool anidro. Devido ao fato do benzeno ser tóxico e carcinogênico, ele tem sido substituído por outras substâncias, tais como etilenoglicol, n-hexano, dentre outras.
O ácido clorídrico forma um azeótropo com a água que possui cerca de 21% de HCl à pressão ambiente de 1 bar. Destilação a uma pressão diferente pode ser percebida pela titulação do destilado.